# カーラ・ホヘパ
カーラ・ホヘパ（Carla Hohepa、1985年7月27日 - ）は、ニュージーランドのラグビーユニオン選手である。2010年と2017年の女子ラグビーワールドカップにニュージーランド代表（ブラックファーンズ）の一員として出場し優勝した。

## キャリア
2007年10月16日にニュージーランド代表として初出場し、オーストラリア代表を相手に2トライを挙げた。
ホヘパは女子ラグビーワールドカップ2010の代表に選出され、開幕戦でのハットトリックを含む7トライを挙げた。
2010年より、夫でジャパンラグビーリーグワンで活動するカーン・ヘスケスとともに日本に在住している。
女子ラグビーワールドカップ2017の代表に選出され、2019年女子ラグビースーパーシリーズにも出場し、いずれも優勝した。
2022年、パシフィック・フォー・シリーズの代表に選出されたが、怪我のため出場を辞退した。